# John Sköld
John Waldor Sköld, född 19 april 1900 i Smedjebacken, Dalarna, död 5 maj 1966 i Sala, var en svensk målare.
Han var gift med Signe Helena Olofsson. Sköld började redan i 16-årsåldern livnära sig som självlärd konstnär och var med undantag av en period i Stockholm huvudsakligen verksam i Bergslagen och Västmanland. Separat ställde han ut första gången 1935 i Uppsala som följdes av ett flertal separatutställningar i bland annat Lindesberg, Arboga, Sala, Ulricehamn, Kungsör, Köping, Älvdalen och Hallsberg. Tillsammans med Axel Haggren ställde han ut i Arboga 1947 och han medverkade i samlingsutställningar i Avesta, Sala och Säffle. Hans konst består av naturstudier från olika årstider, storskogarnas trädstammar, vattendrag, timmerflottare i arbete målade i olja med palettkniv. Sköld är representerad vid Aguélimuseet i Sala, Köpings rådhus och Kungsörs skola.  